# Eugenia xilitlensis
Eugenia xilitlensis är en myrtenväxtart som beskrevs av Mcvaugh. Eugenia xilitlensis ingår i släktet Eugenia och familjen myrtenväxter. Inga underarter finns listade i Catalogue of Life.